# 군사 협력 강화 메달
군사협력 강화 메달(러시아어: Медаль «За укрепление боевого содружества» (Минобороны России))
1995년 3월 27일자 러시아 연방 국방장관 제123호의 명령에 의해 제정되었다. 기본적으로 군인과 국방부 혹은 산하 기관 민간인에게 수여된다. 경우에 따라서는 러시아 연방의 시민과 외국의 다른시민도 수여받을 수 있다. 메달의 반복 수여는 하지 않으며, 메달 수여는 러시아 연방 국방부 장관의 명령에 따라 이루어진다.